# Coreia do Sul nos Jogos Olímpicos de Inverno de 2018
A Coreia do Sul participou dos Jogos Olímpicos de Inverno de 2018, realizados na cidade de Pyeongchang. Como país sede, disputou todos os quinze esportes do programa olímpico.
Foi a décima oitava aparição do país em Olimpíadas de Inverno, sendo que participa regularmente desde os Jogos de 1956, em Cortina d'Ampezzo. Esteve representado por 123 atletas que competiram pela delegação sul-coreana, além de outras 23 jogadoras de hóquei no gelo que participaram ao lado de atletas da Coreia do Norte numa equipe unificada.

## Medalhas
| Atleta                                                            | Esporte                                | Evento                            | Medalha |
| ----------------------------------------------------------------- | -------------------------------------- | --------------------------------- | ------- |
| Lim Hyo-jun                                                       | Patinação de velocidade em pista curta | 1500 m masculino                  | Ouro    |
| Yun Sung-bin                                                      | Skeleton                               | Masculino                         | Ouro    |
| Choi Min-jeong                                                    | Patinação de velocidade em pista curta | 1500 m feminino                   | Ouro    |
| Shim Suk-hee Choi Min-jeong Kim Ye-jin Kim A-lang Lee Yu-bin      | Patinação de velocidade em pista curta | Revezamento 3000 m feminino       | Ouro    |
| Lee Seung-hoon                                                    | Patinação de velocidade                | Largada coletiva masculina        | Ouro    |
| Lee Sang-hwa                                                      | Patinação de velocidade                | 500 m feminino                    | Prata   |
| Cha Min-kyu                                                       | Patinação de velocidade                | 500 m masculino                   | Prata   |
| Lee Seung-hoon Chung Jae-won Kim Min-seok                         | Patinação de velocidade                | Perseguição por equipes masculino | Prata   |
| Hwang Dae-heon                                                    | Patinação de velocidade em pista curta | 500 m masculino                   | Prata   |
| Lee Sang-ho                                                       | Snowboard                              | Slalom gigante paralelo masculino | Prata   |
| Kim Bo-reum                                                       | Patinação de velocidade                | Largada coletiva feminina         | Prata   |
| Won Yun-jong Jun Jung-lin Seo Young-woo Kim Dong-hyun             | Bobsleigh                              | Equipes masculinas                | Prata   |
| Kim Eun-jung Kim Kyeong-ae Kim Seon-yeong Kim Yeong-mi Kim Cho-hi | Curling                                | Feminino                          | Prata   |
| Kim Min-seok                                                      | Patinação de velocidade                | 1500 m masculino                  | Bronze  |
| Seo Yi-ra                                                         | Patinação de velocidade em pista curta | 1000 m masculino                  | Bronze  |
| Lim Hyo-jun                                                       | Patinação de velocidade em pista curta | 500 m masculino                   | Bronze  |
| Kim Tae-yun                                                       | Patinação de velocidade                | 1000 m masculino                  | Bronze  |

Legenda
| Recorde mundial      | Recorde mundial (World record)               |                       | Recorde africano                      | Recorde africano (African) |                                           | Q | Classificado por posição (Qualified) |
| Recorde olímpico     | Recorde olímpico (Olympic record)            | Recorde da América    | Recorde da América (Americas)         | q                          | Classificado por melhor tempo (Qualified) |   |                                      |
| Melhor marca do ano  | Melhor marca do ano (World leading)          | Recorde asiático      | Recorde asiático (Asian)              | DNS                        | Não largou (Did not start)                |   |                                      |
| Recorde nacional     | Recorde nacional (National record)           | Recorde europeu       | Recorde europeu (European)            | DNF                        | Não terminou (Did not finish)             |   |                                      |
| Recorde pessoal      | Recorde pessoal do atleta (Personal best)    | Recorde da Oceania    | Recorde da Oceania (Oceania)          | DSQ / DQ                   | Desclassificado (Disqualified)            |   |                                      |
| Recorde da temporada | Recorde da temporada do atleta (Season best) | Recorde sul-americano | Recorde sul-americano (South America) | NM                         | Sem marca (No mark)                       |   |                                      |